# 因曼 (南卡罗来纳州)
因曼（英語：Inman），是美国南卡罗来纳州下属的一座城市。城市类型是“City”。其面积大约为1.44平方英里（3.73平方公里）。根据2010年美国人口普查，该市有人口2,321人，人口密度约为每平方 英里1,611.81人（约合每平方公里622.34人）。